# Julio José Gustavo Sardagna
Julio José Gustavo Sardagna (Ensenada (Buenos Aires), 1932 — 2009) foi um neurologista e neurocirurgião argentino.
Doutor em Medicina e Ph.D. pela Escola de Medicina da Universidade Nacional de La Plata em 1958 e 1960, respectivamente. Sardagna foi um pioneiro no campo na neurocirurgia na região e membro fundador do Colégio de Neurocirurgiões da Provìncia de Buenos Aires (1959).